# 角质软化剂
角质软化剂是一種用来降低皮膚角质层的密度，以便醫生進行后续的治疗的物質，主要用來消除因為疣或其他病變而引起皮膚上過度生產的表皮細胞。角質軟化劑包括诸如水杨酸、煤焦油等，一般以軟膏(例如：含有水杨酸的雞眼藥膏)或藥皂(例如：以煤焦油製成的煤焦油皂)的形式出現。除了令皮膚變薄，還會令外層皮膚放鬆及不再繃緊。
角質層是皮膚的一個重要組成部分。角質層過厚，會使皮膚變得乾燥；透過角質軟化劑，可以幫助改善皮膚水分結合能力，有利於治療皮膚乾燥。這類型的角質軟化劑包括有：尿素、乳酸和尿囊素。
雖然锌羟基吡啶硫酮（zinc pyrithione，又称砒硫锌、吡硫翁锌）之類的細胞生長抑製劑是第一度防線，水楊酸和硫磺等角質軟化劑也可用於治療頭皮屑和脂溢性皮炎。
硫磺及水楊酸亦可用於治療粉刺及頭泥(又名搖籃帽)，但含硫磺的產品有時亦會令粉刺惡化。間苯二酚(Resorcinol)是另一種通常與硫磺結合使用的角質軟化劑。

## 參看
- 疣